# Teișani, Prahova
Teișani (mai vechi, Teișani-Megieșești) este satul de reședință al comunei cu același nume din județul Prahova, Muntenia, România.
Așezarea este atestată documentar din anul 1535.